# Полтавська сільська рада (Гуляйпільський район)
| Полтавська сільська рада — колишній орган місцевого самоврядування у Гуляйпільському районі Запорізької області з адміністративним центром у с. Полтавка. Водоймища на території, підпорядкованій даній раді: р. Янчул . Сільській раді підпорядковані населені пункти: - с. Полтавка - с. Ольгівське - с. Охотниче |

## Склад ради
Рада складається з 14 депутатів та голови.

### Керівний склад ради
| ПІБ                            | Основні відомості                                                                                     | Дата обрання | Дата звільнення |
| ------------------------------ | --- | ------------ | --------------- |
| Дмитренко Андрій Володимирович | Сільський голова, 1966 року народження, освіта, член Соціал-демократичної партії України (об'єднаної) | 26.03.2006   | 01.10.2007      |
| Шиш Володимир Борисович        | Сільський голова, 1964 року народження, освіта, безпартійний                                          | 16.03.2008   | 31.10.2010      |
| Шиш Володимир Борисович        | Сільський голова, 1964 року народження, освіта вища, член Партії регіонів                             | 31.10.2010   |                 |

Примітка: таблиця складена за даними джерела

## Пам'ятки
- На території сільської ради розташований ботанічний заказник місцевого значення «Грушева балка»[2].

## Населення
Згідно з переписом УРСР 1989 року чисельність наявного населення сільської ради становила 1332 особи, з яких 580 чоловіків та 752 жінки.
За переписом населення України 2001 року в сільській раді мешкало 1226 осіб.

### Мова
Розподіл населення за рідною мовою за даними перепису 2001 року:
| Мова       | Відсоток |
| ---------- | -------- |
| українська | 94,49 %  |
| російська  | 5,43 %   |
| білоруська | 0,08 %   |